# 艾米莉亚龙属
艾米莉亚龙属（学名：Emiliasaura，意为“艾米莉亚的蜥蜴”）是凹齿龙形态类鸟脚类恐龙的一个属，发现于阿根廷内乌肯省早白垩世（凡蓝今期）的穆利钦科组。模式种是亚氏艾米莉亚龙（Emiliasaura alessandrii）。

## 发现与命名
正模标本MLL-Pv-001由前后肢骨骼、骨盆骨及尾椎组成，发现于拉斯拉哈斯市的穆利钦科组。
其于2024年被描述为鸟脚类新属新种。属名Emiliasaura致敬拉斯拉哈斯首家博物馆的创始人艾米莉亚·德·菲克斯（Emilia "Grandma" Ondettia de Fix）。种名致敬正模标本发现者卡洛斯·亚历山德里（Carlos Alessandri）。

## 分类
将艾米莉亚龙纳入系统发育分析，发现它是凹齿龙形态类最原始的成员，使其成为该演化支最古老也是首个在南美发现的成员。

## 古环境
发现艾米莉亚龙的穆利钦科组还出土了一种分类不明的梁龙科、叉龙科的皮尔马图埃龙、鲨齿龙科的拉哈斯猎龙及罗汉松科树木的遗骸。